# University Park (Florida)
University Park es un lugar designado por el censo ubicado en el condado de Miami-Dade en el estado estadounidense de Florida. En el Censo de 2010 tenía una población de 26.995 habitantes y una densidad poblacional de 2.540,29 personas por km².

## Geografía
University Park se encuentra ubicado en las coordenadas 25°44′59″N 80°22′16″O / 25.74972, -80.37111. Según la Oficina del Censo de los Estados Unidos, University Park tiene una superficie total de 10.63 km², de la cual 10.29 km² corresponden a tierra firme y (3.19%) 0.34 km² es agua.

## Demografía
Según el censo de 2010, había 26.995 personas residiendo en University Park. La densidad de población era de 2.540,29 hab./km². De los 26.995 habitantes, University Park estaba compuesto por el 90.18% blancos, el 4.55% eran afroamericanos, el 0.1% eran amerindios, el 1.9% eran asiáticos, el 0.02% eran isleños del Pacífico, el 1.68% eran de otras razas y el 1.56% pertenecían a dos o más razas. Del total de la población el 84.97% eran hispanos o latinos de cualquier raza.